# Don Sphynx
| Don Sphynx                                                                                           | Don Sphynx                                                                                           |
| Standard: - WCF (Memento vom 20. November 2011 im Internet Archive) - TICA (PDF-Datei; 75 kB) - FIFe | Standard: - WCF (Memento vom 20. November 2011 im Internet Archive) - TICA (PDF-Datei; 75 kB) - FIFe |
| --- | --- |
| Schulterhöhe                                                                                         | |
| Länge                                                                                                | |
| Gewicht                                                                                              | Kater: 4–6 kg Katze: 3,5–4,5 kg                                                                      |
| erlaubte Farben                                                                                      | alle                                                                                                 |
| nicht erlaubte Farben                                                                                | keine                                                                                                |
| erlaubte Fellzeichnung                                                                               | alle                                                                                                 |
| Liste der Katzenrassen                                                                               | |

Die Don Sphynx, die auch als Don Hairless oder Donskoy bekannt ist, ist eine haarlose Katzenrasse russischen Ursprungs und gehört damit zu den sogenannten Nacktkatzen. Die Rasse ist nicht mit der besser bekannten, kanadischen Sphynx verwandt. Ihre Haarlosigkeit wird nicht durch ein rezessives, sondern durch ein semi-dominantes Gen verursacht.

## Charakter und Aussehen
Den Don Sphynx wird nachgesagt, sie seien anhängliche und verschmuste Tiere, die viel Zuwendung benötigen. Wie alle Sphynx-Katzenrassen gelten sie als ausgeglichen und aktiv.
In den Standards der Rassekatzenverbände wird die Don Sphynx als mittelgroße, muskulöse Katze beschrieben, mit großen Ohren, mandelförmigen Augen und langen Zehen, die wie Affenfinger aussehen. Die Haut ist nackt oder mit einem leichten Flaum bedeckt. Don Sphynx Katzen kommen in fünf Fellvarianten mit einer Haarlänge von bis zu 3 Millimetern vor. Bei leichtem Flaum haben die Katzen die Bezeichnung „velour“, bei stärkerer Behaarung die Bezeichnung „brush“. Schnurrhaare sind erwünscht und meist vorhanden.

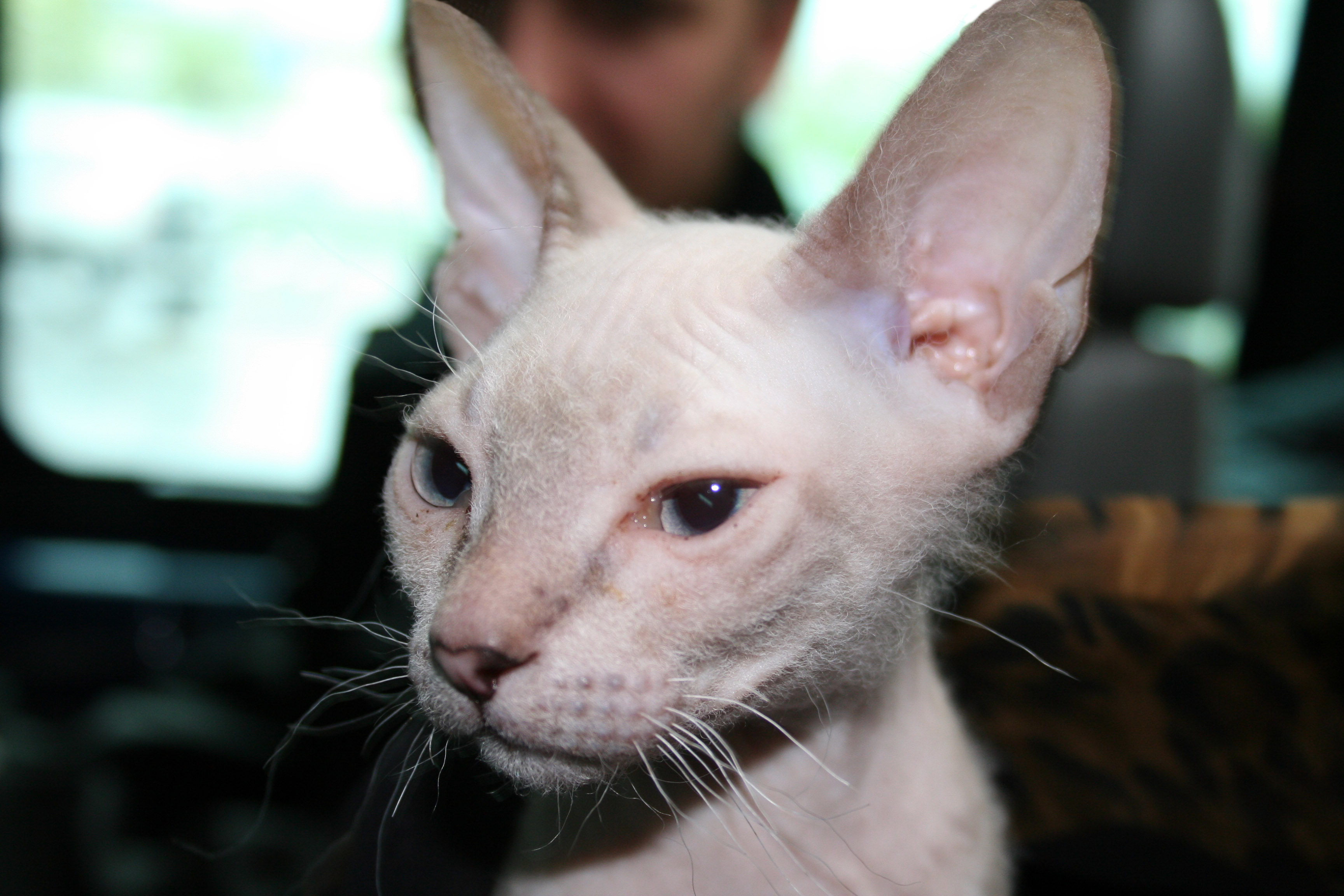

## Ursprung
Die Stammmutter der Don Sphynx wurde in der Stadt Rostow am Don im Jahr 1986 von der Russin Elena Kovaleva entdeckt. Es handelte sich um eine weibliche Katze, die Varvara oder kurz: Varja genannt wurde. Diese Katze gebar Nachkommen, mit spärlichem Fell, die wiederum nach einer Rückverpaarung haarlose Nachkommen bekamen. Spekulationen, nach der die genetische Disposition der Don Sphynx auf den Atomunfall in Tschernobyl zurückzuführen sein könnte, gehören ins Reich der Fantasie.  Die Don Sphynx wurde zuerst von der WCF 1997 anerkannt und 2005 von der TICA als Donskoy.

## Rechtliche Situation
Die Zucht von Don Sphynx gilt in Deutschland – wie auch die anderen Sphynxrassen – als Qualzucht, falls die Tasthaare fehlen. Die Anlagen der Schnurrhaare sind bei den Katzen grundsätzlich vorhanden. Oft brechen diese aber nach wenigen Millimetern ab. Um eine Zucht zu verhindern, kann die zuständige Behörde im Einzelfall ein Zuchtverbot aussprechen und das Unfruchtbarmachen des betroffenen Tieres anordnen, sofern die tierschutzrechtlichen Voraussetzungen vorliegen. Ein grundsätzliches, pauschales Zuchtverbot haarloser Katzen besteht jedoch nicht.

## Verwandte Rassen
Die Peterbald wurde ursprünglich durch Kreuzung der Don Sphynx mit Siamesen und Orientalen erzüchtet, um haarlose Katzen orientalischen Typs zu bekommen. Heute sind Kreuzungen zwischen Don Sphynx und Peterbald nicht mehr erlaubt.
Aus Kanada stammt die Rasse Sphynx, auch Canadian Sphynx genannt. Bei dieser Katze ist ein anderes Gen (das rezessiv vererbt wird) für die Haarlosigkeit verantwortlich. Alle drei Sphynx-Arten sind vom Körperbau verschieden und haben unterschiedliche Rassemerkmale. Daher sollten sie nicht untereinander gekreuzt werden.